# アブー・アナス・リービー
アブー・アナス・リービー（Abu Anas al-Libi、1964年3月30日 - 2015年1月2日）はアルカーイダの幹部。
1998年に発生したアメリカ大使館爆破事件に関与したとされ米軍に拘束されていた。
2015年1月2日ニューヨークの病院で病死した。